# Aguán
De Aguán is een rivier in het noorden van Honduras.
De Aguán ontspringt op de hoogvlakte in het westen van het departement Yoro. De rivier stroomt eerst kort in zuidelijke richting, en buigt daarna af naar het noordoosten. Hij komt daarbij door de plaatsen Olanchito en Tocoa. Tussen de plaatsen Santa Rosa de Aguán en Limón komt hij uit in de Caraïbische Zee.
De Aguán wordt gevoed door 45 zijrivieren. De belangrijkste is de Mame.
In de rivier komt een klein aantal lamantijnen voor.

## Overstromingen
Aan de boven- en middenloop vinden aardverschuivingen plaats. Over de gehele lengte zijn er veel overstromingen, waarbij het water tot 5 km landinwaarts stroomt. In 1974 waren er grote overstromingen ten gevolge van de orkaan Fifi.
In 1998 deed de orkaan Mitch de rivier opnieuw buiten zijn oevers treden. Alle bruggen werden vernield, en er vielen duizenden doden. Het dorp Santa Rosa de Aguán werd overstroomd, met tientallen doden tot gevolg. Als reactie hierop zijn er plannen gemaakt voor een waarschuwingssysteem voor overstromingen.

## Dal van de Aguán
Het dal van de Aguán heeft een vruchtbare bodem, en is belangrijk voor de landbouw. Aan de boven- en middenloop wordt op kleinschalige wijze maïs, bonen en groenten geteeld. Aan de benedenloop vindt grootschalige teelt van plataan en oliepalm plaats. Verder wordt er rijst en citrusvruchten verbouwd.
Door het dal loopt een autoweg die voor de verbinding zorgt met La Ceiba en San Pedro Sula. Vroeger was er ook een spoorlijn, voor de export van bananen.
In het dal van de Aguán zijn de leguaan Ctenosaura melanosterna en de kolibrie Amazilia luciae endemisch.
- Library of Congress Control Number: sh87007672
- Nationale Bibliotheek van Israël: 987007539272905171
- Virtual International Authority File: 315527060